# Boeing P-29
O Boeing P-29 e o XF7B-1, foi um modelo de caça projetado pela Boeing. Foi uma tentativa de produzir uma versão mais avançada do altamente bem sucedido P-26. O primeiro protótipo da aeronave voou em 20 de janeiro de 1934.
Embora ganhos ligeiros foram feitas no desempenho, o Corpo Aéreo do Exército dos Estados Unidos e a Marinha dos Estados Unidos não aceitaram a aeronave.
O P-29 foi um modelo variante do P-26, que se mostrou ser uma aeronave de caça de sucesso. Ao todo, apenas 4 protótipos da aeronave foram construídas. Mais tarde o projeto da aeronave foi cancelado pela Boeing.

## Especificações (XF7B-1)
Características gerais:
- Tripulação: 1
- Comprimento: 22 de pés 7 pol (6,89 m)
- Envergadura: 31 pés em 11 (9,73 m)
- Altura: 7 pés 5 em (2,26 m)
- Área de asa: 213 ft² (19,8 m²)
- Tara: 2,782 lb (1.265 kg)
- Peso carregado: 3.651 lb (1.660 kg)
- Motorização: 1 × Pratt & Whitney R-1340 -30 "Wasp" radial, 550 hp (410 kW)

Desempenho:
- Velocidade máxima: 233 mph (203 nós, 375 km/h)
- A velocidade de cruzeiro: 200 mph (174 nós e 322 km/h)
- Alcance operacional: 750 milhas (652 milhas náuticas, 1,207 km)
- Teto de serviço: 29.200 pés (8.900 m)

Armamento
- Metralhadoras: 2 × metralhadoras .30 em (7,62 mm)